# Echo (schronisko)
Echo (bułg. Ехо) – schronisko turystyczne w Starej Płaninie, w Bułgarii.

## Opis i położenie
Znajduje się na przełęczy Żelezni wrata (Żelazne wrota) między szczytami Kawładan i Jumruka. Jest to dwupiętrowy budynek o pojemności 42 miejsc w pokojach 4-, 6-, 7-osobowych i większych – z węzłami sanitarnymi oraz łazienkami na piętrach. Budynek ma dostęp do wody bieżącej, prąd jest na agregat, a ogrzewanie piecami. Dysponuje kuchnią turystyczną i jadalnią. Schronisko jest na trasie europejskiego długodystansowego szlaku pieszego E3 ( Kom - Emine). Gospodarzem jest towarzystwo sportowo-turystyczne „Akademik“ z Ruse.

### Sąsiednie obiekty turystyczne
- schron Akademik – 2 godz.
- schronisko Weżen – 3 godz.
- schronisko Kozja stena (Kozia Ściana) – 2 godz.
- schronisko Hajduszka pesen (Hajducka Pieśń) – 3,30 godz.
- schronisko Wasiliow – 5 godz.
- Kawładan (1710 m n.p.m.) – 10 min.
- kaplica św. Trójcy – 5 min.

Szlaki są znakowane.

### Punkty wyjściowe
- Ribarica – 3,30 godz.
- Przełęcz Trojańska (Beklemeto) – 5 godz. (przez Kozią Ścianę)

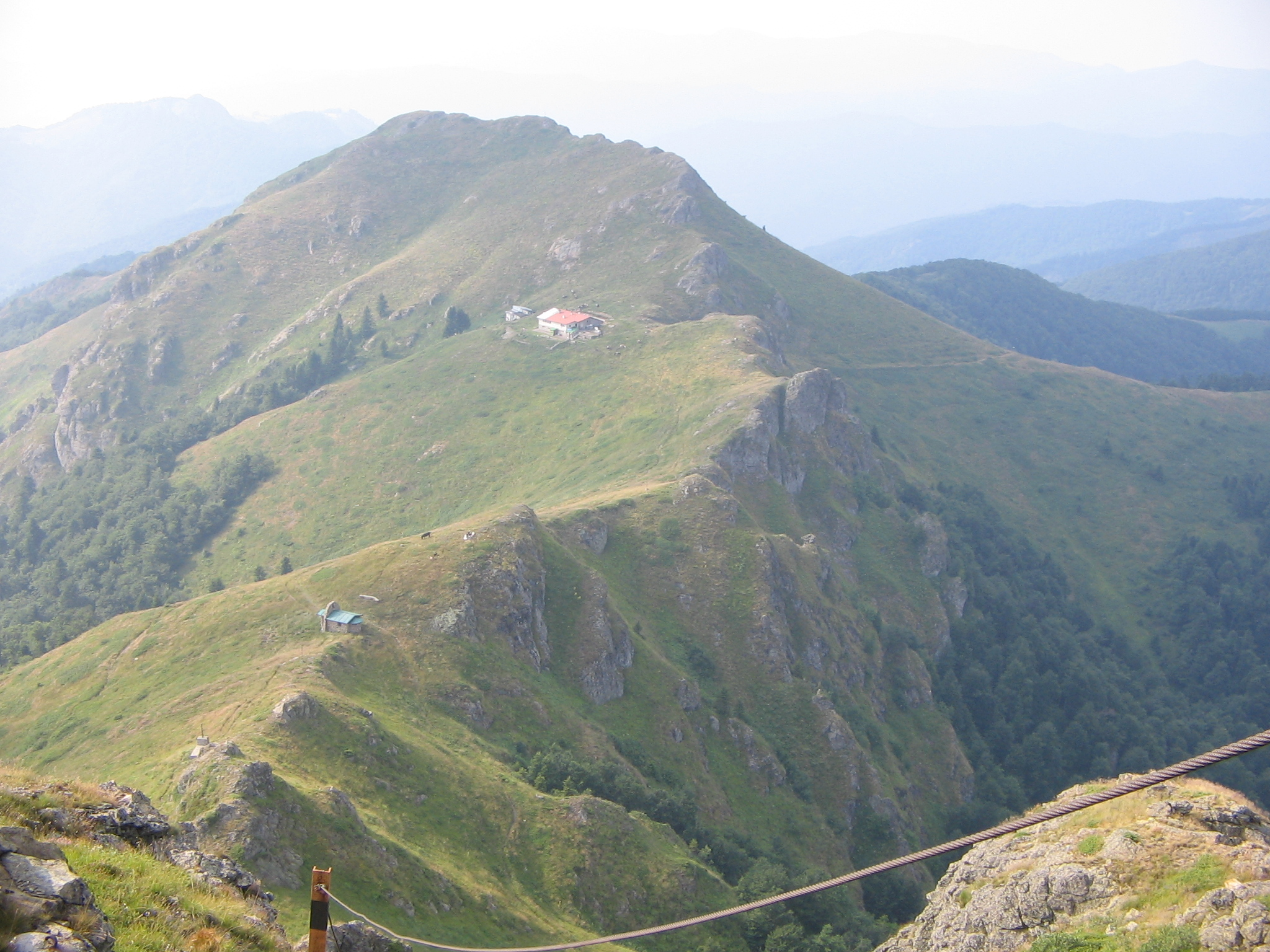
Widok ze stoku Jumruki na Echo

- Rozino – 4,30 godz.
- Klisura – 4,30 godz.